# Zalesie (gromada w powiecie grójeckim)
Zalesie – dawna gromada, czyli najmniejsza jednostka podziału terytorialnego Polskiej Rzeczypospolitej Ludowej w latach 1954–1972.
Gromady, z gromadzkimi radami narodowymi (GRN) jako organami władzy najniższego stopnia na wsi, funkcjonowały od reformy reorganizującej administrację wiejską przeprowadzonej jesienią 1954 do momentu ich zniesienia z dniem 1 stycznia 1973, tym samym wypierając organizację gminną w latach 1954–1972.
Gromadę Zalesie z siedzibą GRN w Zalesiu utworzono – jako jedną z 8759 gromad – w powiecie grójeckim w woj. warszawskim, na mocy uchwały nr VI/10/5/54 WRN w Warszawie z dnia 5 października 1954. W skład jednostki weszły obszary dotychczasowych gromad Bronisławów, Czesławin, Jakubów, Kacperówka i Wilkonice oraz Machnatka Ośrodek i Machnatka Parcela z dotychczasowej gromady Machnatka ze zniesionej gminy Lipie w tymże powiecie. Dla gromady ustalono 13 członków gromadzkiej rady narodowej.
Gromadę zniesiono 1 stycznia 1958, a jej obszar włączono do gromad: Lipie (wieś Wilkonice oraz kolonie Machnatka Parcele i Smolarnia) i Wilków (wsie Bronisławów, Franciszków, Jakubów, Kacperówka, Stanisławów Zalewski, Wilcze Średnie, Zalesie i Zalesinek oraz kolonie Józefowo, Krzyżanówka, Michałówka, Matyjasówka, Trojanówka, Wojciechóka i Wilcze Średnie) w tymże powiecie.